# Michel Foucault
Michel Foucault (n. 15 octombrie 1926, Poitiers, Poitou-Charentes, Franța – d. 25 iunie 1984, Paris, Île-de-France, Franța) a fost un filosof și istoric francez a cărui operă, catalogată drept postmodernistă sau poststructuralistă, a avut puternice ecouri în filosofia și istoria științei, psihanaliză, sociologie.

## Biografie
Foucault s-a născut în 1926, la Poitiers, Franța.
În 1946, la vârsta de douăzeci de ani, a fost admis la École Normale Supérieure, unde a studiat filosofia cu Merleau-Ponty și a obținut trei diplome: în filosofie (1948), psihologie (1950) și psihopatologie (1952). În 1954-1960 a predat franceza la Universitatea din Uppsala, apoi a lucrat pentru scurtă vreme la universitățile din Varșovia și Hamburg. În 1960 s-a întors în Franța ca titular al departamentului de filosofie al Universității Clermont-Ferrand, iar din 1970 a fost profesor la College de France din Paris. A murit în 1984, bolnav de SIDA.

## Opere
- Maladie mentale et personnalité (1954)
- Histoire de la folie à l'âge classique - Folie et déraison (Istoria nebuniei în epoca clasică, nebunie și nesăbuință), (1961)
- Naissance de la clinique - une archéologie du regard médical (1963)
- Raymond Roussel (1963)
- Les mots et les choses - une archéologie des sciences humaines (Cuvintele și Lucrurile, o arheologie a științelor umane), (1966)
- La pensée du dehors (1966)
- L'archéologie du savoir (Arheologia științei), (1969)
- L'ordre du discours (Ordinea discursului), (1971)
- Ceci n'est pas une pipe (1973)
- Surveiller et punir (A supraveghea și a pedepsi. Geneza închisorii), (1975)
- Histoire de la sexualité (Istoria sexualității) 
  - Vol I: La Volonté de savoir (Voința de a cunoaște), (1976)
  - Vol II: L'Usage des plaisirs (1984)
  - Vol III: Le Souci de soi (1984)